# شوالیه رازآلود
شوالیه رازآلود (انگلیسی: The Mysterious Knight) فیلمی صامت و کوتاه در ژانر فانتزی به کارگردانی ژرژ ملی‌یس است که در سال ۱۸۹۹ منتشر شد. از بازیگران آن می‌توان به ژرژ ملی‌یس اشاره کرد.